# Klušna
Klušna (latinsky Clusen; † po 1193) byl český velmož a předek rodu Bavorů z Blatné.
Narodil se jako syn nejvyššího číšníka a maršálka Dluhomila. Klušna se objevuje na listině vydané českým knížetem Bedřichem 6. května 1187, na níž jsou v daném pořadí vyjmenováni Trojan, Klušna, Budivoj, Kojata a Kuna. Dále je uveden na listinném falzu snad z poloviny 13. století, kde je psáno, že kníže poskytnul výsady ve prospěch majetků kapitul. Jako svědek je Klušna rovněž zmíněn při obdarování kláštera v Plasech někdy na zlomu let 1192–1193.
Klušna zřejmě zplodil syny Vyšemíra a Ivana, budoucí majitele hradu Blatná v jižních Čechách. Jeho sourozenci byli pravděpodobně Trojan, olomoucký komorník Bavor a Dluhomil.